# Casa de Fundição de Taubaté
As casas de fundição eram locais em que todo o ouro encontrado nas minas auríferas era transformado em barras para facilitar a cobrança de impostos. Junto com a casa de fundição, geralmente, ficava a casa de quintos, em que a quinta parte do ouro (20%) era retirada para o rei. O restante era devolvido em forma de barras fundidas acompanhadas de um certificado que legitimava sua posse.
A primeira casa de fundição do Brasil foi fundada em 1580, em São Paulo, de acordo com o site do Ministério da Fazenda, apesar de alguns historiadores colocarem como sendo a casa da vila de Iguape a primeira, no inicio do século XVII.
Após a descoberta do ouro na região das Minas de Taubaté, foram criadas três casas de fundição ao longo da Estrada Real: a Casa de Fundição de Taubaté, a de Guaratinguetá e a de Paraty. A Casa dos Quintos de Taubaté foi fundada em 1695, sendo a primeira delas. Logo depois, em 1697, foi fundada a casa de fundição, tendo como provedor o homem público e bandeirante Carlos Pedroso da Silveira.
Não se tem ao certo o local da oficina de quintos, porém, de acordo com Felix Guisard Filho, a casa ficava a cem braças, em linha reta, da porta principal do Convento Santa Clara, e isso seria na atual praça do fórum, a Praça Monsenhor Silva Barros.
Ao ser aberta a casa, o ouro era cunhado com o selo real, depois de frio, com martelo ou marreta e, apesar de ser muito protegido o processo, ainda assim sofria sonegações, como no caso de um civil, Domingos Dias Torres, e dois religiosos, padre José Rodrigues Preto e o frei Roberto, da Ordem de São Bento, que construiram um cunho falso e, usando-o para registrar o ouro, não pagavam o respectivo quinto.
Diante desse fato, em 1702, a Casa Real Portuguesa decidiu enviar a Taubaté uma máquina de cunhar. Porém essa nunca chegou ao destino, pois o caminho entre Paraty e Taubaté, o Caminho do Facão, era muito difícil de se atravessar. Em 1704, El Rei decidiu fechar as casas de fundição de Taubaté e Guaratinguetá, e transferí-las para Paraty.
Em sua primeira arrecadação dos quintos, nos anos de 1696 e 1697, a casa somou a quantia de três arrobas e quatorze arreteis de ouro. Diante da casa alcançar tantas riquezas para Portugal, o próprio rei escrevia do próprio punho ao provedor da casa de Taubaté, Carlos Pedroso, que era um importante bandeirante e esteve presente na bandeira de Antônio Rodrigues Arzão, um dos primeiros a achar ouro nas minas. Silveira também era provedor da Casa de Guaratinguetá: